# Rezza Rezky
Rezza Rezky (* 8. November 2000 in Singapur), mit vollständigen Namen Rezza Rezky Ramadhani bin Yacobjan, ist ein singapurischer Fußballspieler.

## Karriere

### Verein
Rezza Rezky erlernte das Fußballspielen in der Jugend der National Football Academy. Seinen ersten Vertrag unterschrieb er am 1. Januar 2019 bei den Young Lions. Die Young Lions sind eine U23-Mannschaft, die 2002 gegründet wurde. In der Elf spielen U23-Nationalspieler und auch Perspektivspieler. Ihnen soll die Möglichkeit gegeben werden, Spielpraxis in der ersten Liga, der Singapore Premier League, zu sammeln. Für die Young Lions bestritt er insgesamt 26 Erstligaspiele. Zu Beginn der Saison 2023 unterschrieb er einen Vertrag beim Ligakonkurrenten Tampines Rovers.

### Nationalmannschaft
Rezza Rezky spielte 2021 zweimal für die singapurische U23-Nationalmannschaft.